# Castrignano de' Greci
Castrignano de' Greci är en ort och kommun i provinsen Lecce i regionen Apulien i Italien. Kommunen hade 3 919 invånare (2017).